# Korinth Efterskole
Korinth Efterskole er en dansk spejderefterskole. Den ligger i Korinth på Sydfyn, 13 kilometer fra Fåborg. 
| Skole | Spire Denne artikel om en skole, en uddannelsesinstitution eller uddannelse er en spire som bør udbygges. Du er velkommen til at hjælpe Wikipedia ved at udvide den. |